# 勝沼ワイン
勝沼ワイン（かつぬまワイン）とは、山梨県甲州市の旧勝沼町地域で作られているワイン。

## 地理
甲府盆地東縁にあたる旧勝沼町域は、大部分に扇状地が広がっているため水はけがよい。気候は寒暖の差が大きく、年間降水量は1000ミリメートル程度と、ブドウの栽培に適した環境となっており、日本土着のブドウ品種である甲州種の栽培が江戸時代から行われていた。

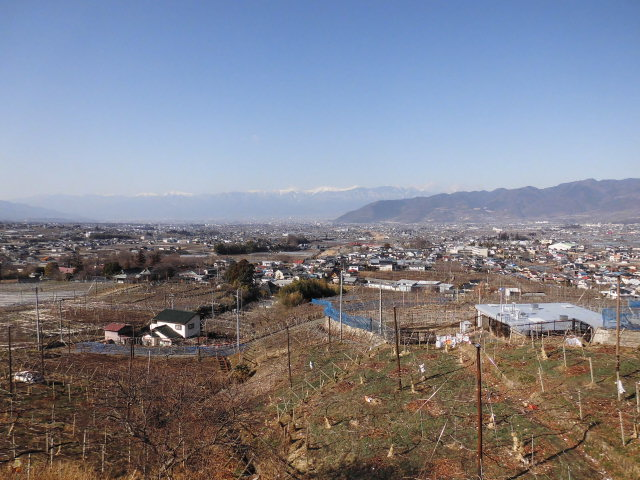
甲府盆地にある勝沼町

## 歴史

### ブドウ栽培の歴史
勝沼町におけるぶどう栽培の歴史に関して、大善寺伝説と雨宮勘解由伝説の2説がある。養老2年（718年）に行基が祈願していたところ、霊夢に右手にぶどうを持つ薬師如来が現れたというのが大善寺伝説である。文治2年（1186年）に上岩崎の雨宮勘解由がヤマブドウの変生種を改良して甲州種の元を生み出したというのが雨宮勘解由伝説である。大善寺伝説に基づいて、甲州市は甲州種について「1300年の伝統を誇る」と主張している。

### ワイン醸造の歴史

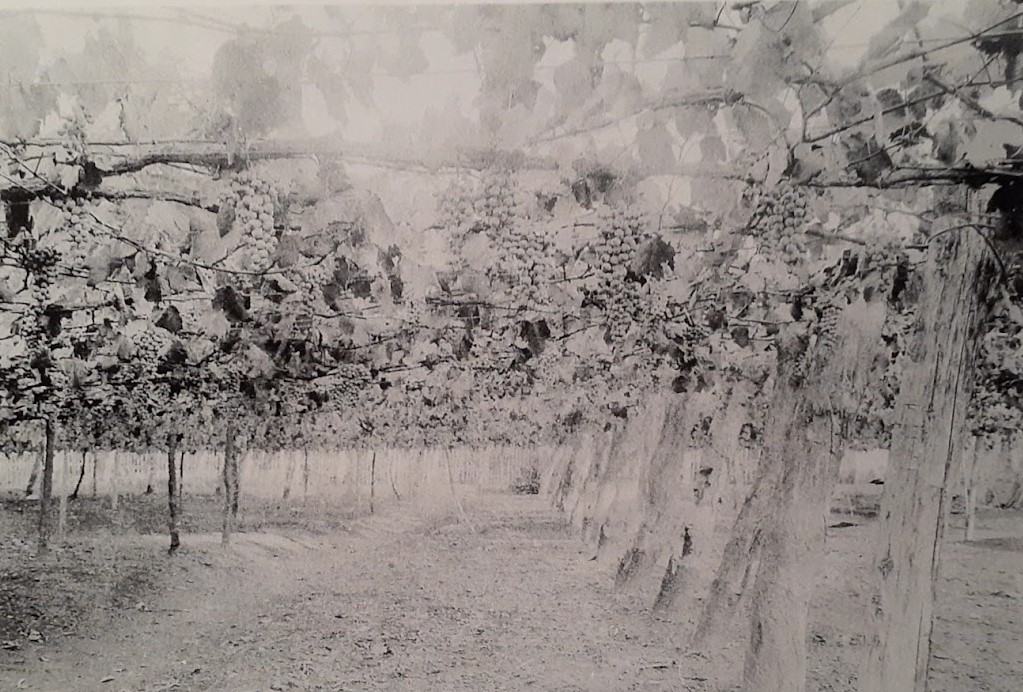
1912年の岩崎のブドウ畑

1877年（明治10年）、山梨県東八代郡祝村（現在の甲州市勝沼町下岩崎）に創設された大日本山梨葡萄酒会社が、高野正誠と土屋龍憲をワイン醸造技術の習得のためにフランスへ派遣した。2年後に帰国した両名によって、甲州種を用いた本格的なワイン生産が初められたが、醸造や貯蔵の技術に問題があり、不良品が流通するなどしたため、同社は1886年（明治19年）に解散した。その後、勝沼では、この試みを引き継いで、ワイン醸造事業が様々な形で展開していった。

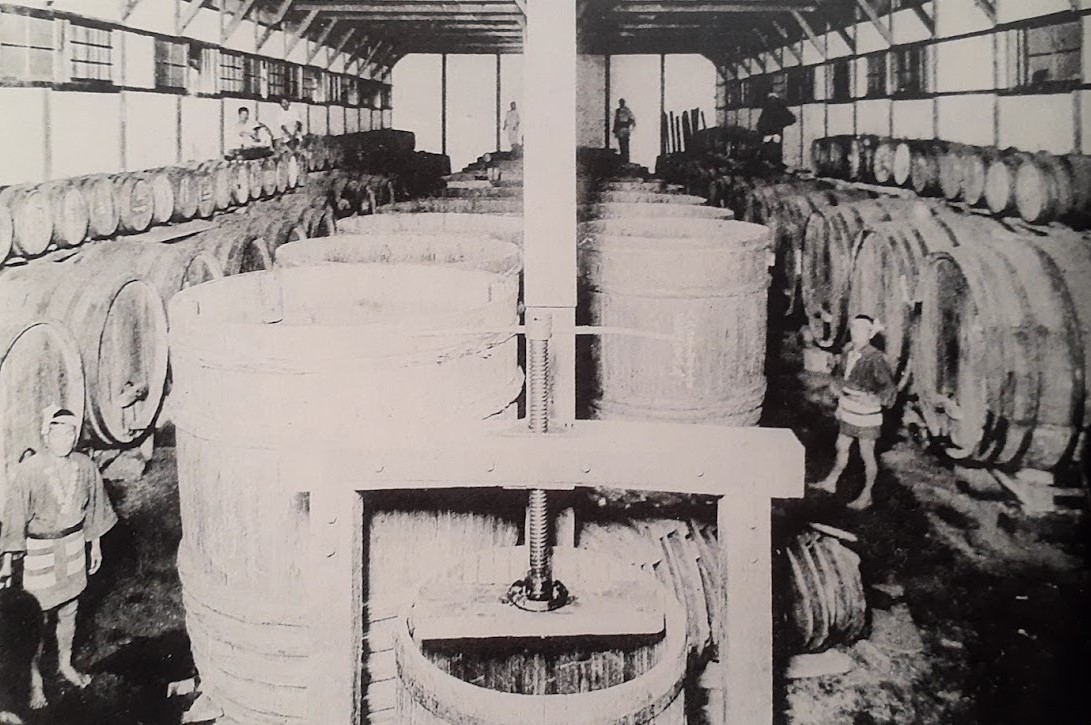
昭和初期のワインの瓶詰め（宮崎第二醸造場）
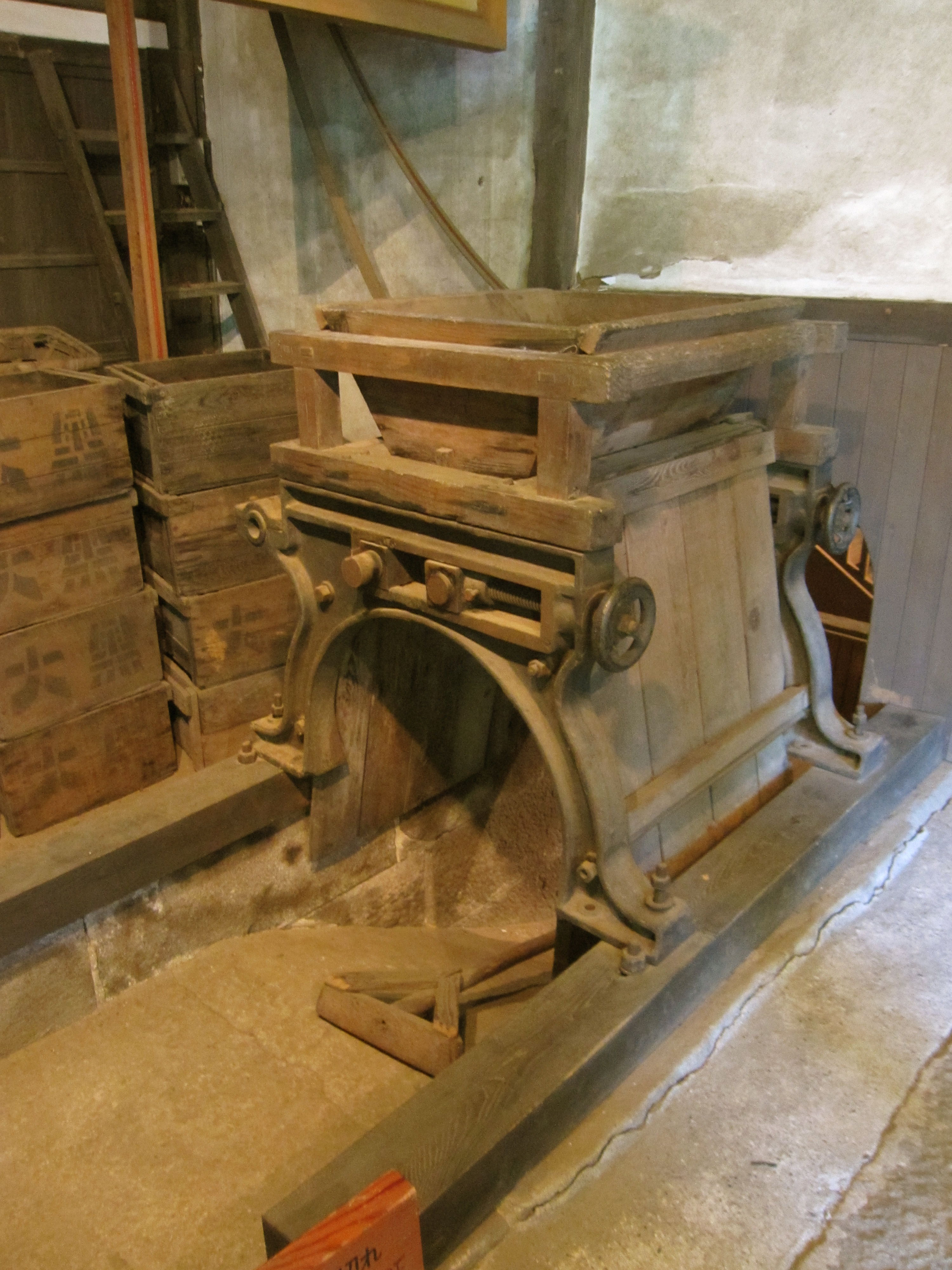
近代の醸造器具（シャトー・メルシャン）

### 現代の勝沼ワイン
現在の勝沼町には30社以上の醸造会社があり、全国生産量のおよそ25パーセントに相当するワインを生産している。マンズワイン勝沼ワイナリーは山梨県で最大の生産量を有している。

## 品種

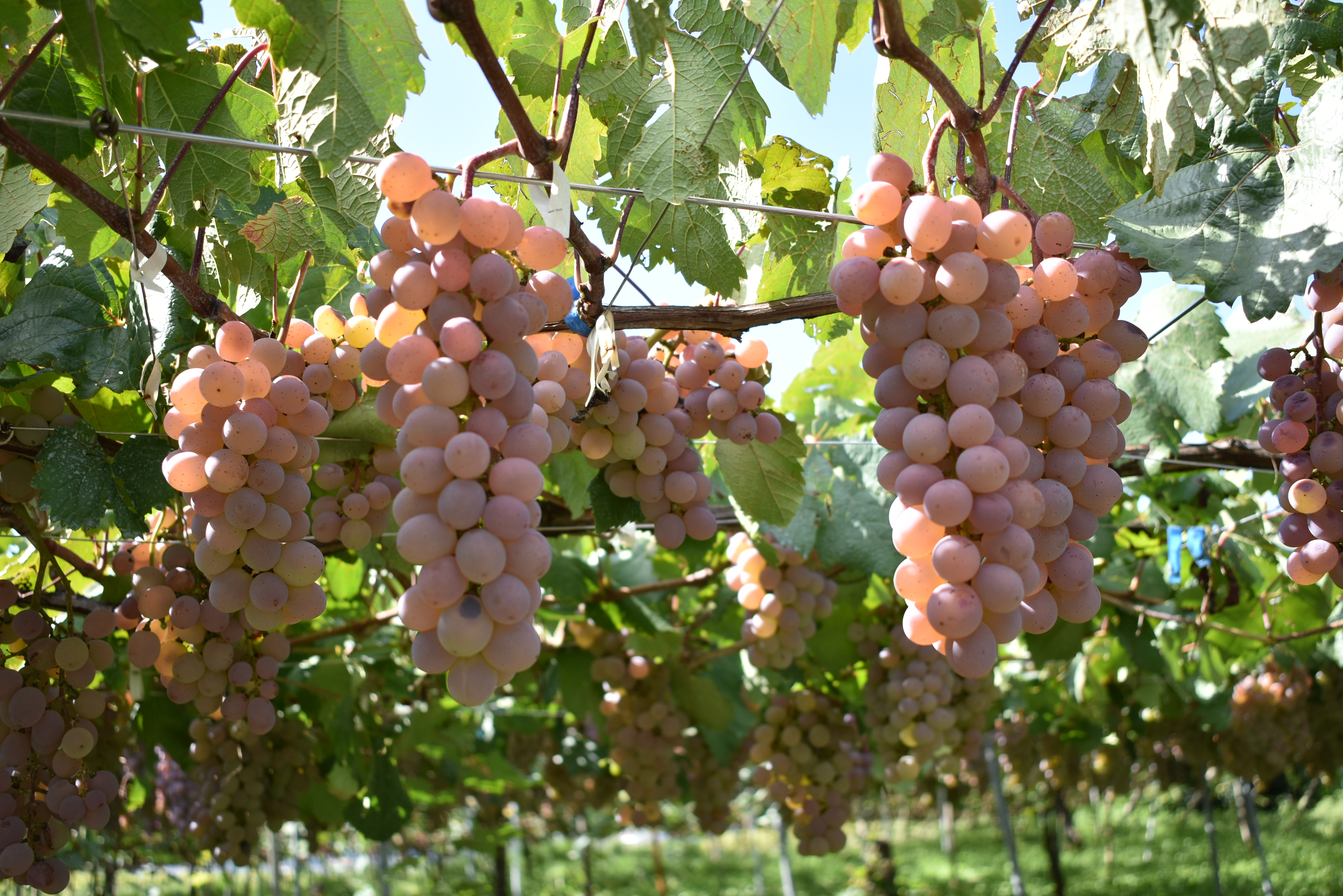
勝沼を象徴する品種である甲州種

勝沼を象徴するブドウ品種として甲州種がある。甲州種以外にもワイン醸造用の品種が次々と導入され、現在では多数の品種が生産されている。
甲州種は白ワインの原料として重視されており、勝沼産の甲州種100パーセント白ワインは、「柔らかな口当たりとスッキリとした後味の辛口」「フランスワインなどとは違う味わいを持つ」などと評されている。

## ワイナリー
- あさや葡萄酒 - 山梨県甲州市勝沼町等々力166
- イケダワイナリー - 甲州市勝沼町下岩崎1943
- ホンジョーワイン（岩崎醸造） - 甲州市勝沼町下岩崎957
- MGVsワイナリー - 甲州市勝沼町等々力601-17
- 柏和葡萄酒 - 甲州市勝沼町勝沼3559
- 大泉葡萄酒 - 甲州市勝沼町下岩崎1809
- 勝沼醸造 - 甲州市勝沼町下岩崎371
- 勝沼第八葡萄酒 - 甲州市勝沼町等々力53
- 錦城葡萄酒 - 甲州市勝沼町小佐手1833
- くらむぼんワイン - 甲州市勝沼町下岩崎835
- ケアフィット - 甲州市勝沼町勝沼
- サッポロビール グランポレール勝沼ワイナリー - 甲州市勝沼町綿塚字大正577
- シャトー勝沼 - 甲州市勝沼町菱山4729
- シャトージュン - 甲州市勝沼町菱山字矢羽根3308
- 盛田甲州ワイナリー（シャンモリワイン） - 甲州市勝沼町勝沼2842
- 白百合醸造（ロリアンワイン） - 甲州市勝沼町等々力878-2
- 蒼龍葡萄酒 - 甲州市勝沼町下岩崎1841
- 大一葡萄酒醸造
- ダイヤモンド酒造 - 甲州市勝沼町下岩崎880
- 中央葡萄酒（グレイスワイン） - 甲州市勝沼町等々力173
- 東夢 - 甲州市勝沼町勝沼2562-2
- 原茂ワイン - 甲州市勝沼町勝沼3181
- 菱山中央醸造 - 甲州市勝沼町菱山1425
- フジッコワイナリー - 甲州市勝沼町下岩崎2770-1
- 中原ワイナリー - 甲州市勝沼町中原字落合5288-1
- まるき葡萄酒 - 甲州市勝沼町下岩崎2488
- マルサン葡萄酒 - 甲州市勝沼町勝沼3111-1
- 丸藤葡萄酒工業 - 甲州市勝沼町藤井780
- マンズワイン勝沼ワイナリー - 甲州市勝沼町山400
- シャトー・メルシャン - 甲州市勝沼町下岩崎1425-1
- 大和葡萄酒（ハギーワイン） - 甲州市勝沼町等々力776-1
- ラベルヴィーニュ - 甲州市勝沼町勝沼2561-8
- Nikkawa　winery - 甲州市勝沼町勝沼2543-15
- 日和ワイナリー - 甲州市勝沼町勝沼2543-3

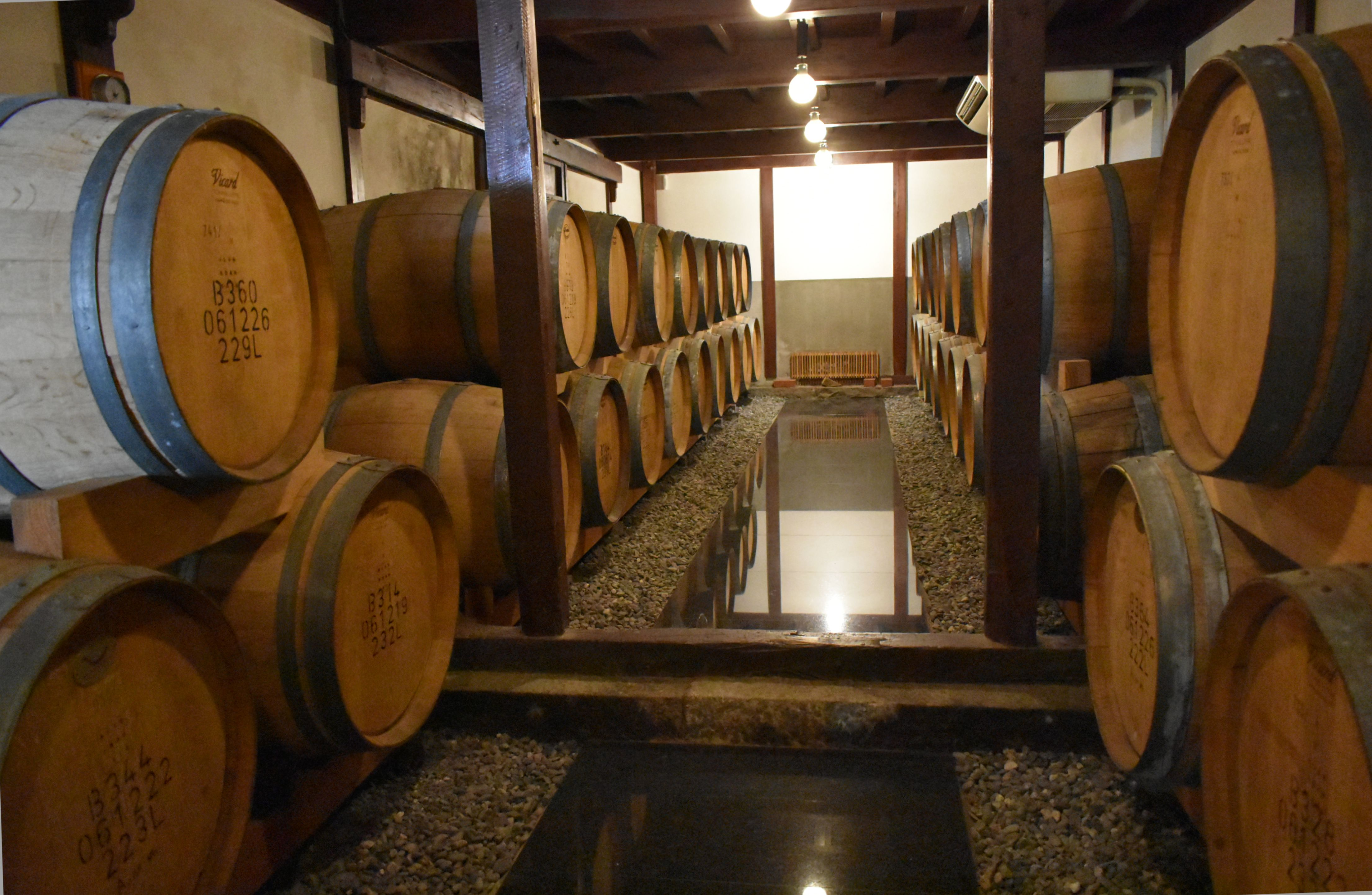
勝沼醸造の樽熟成室
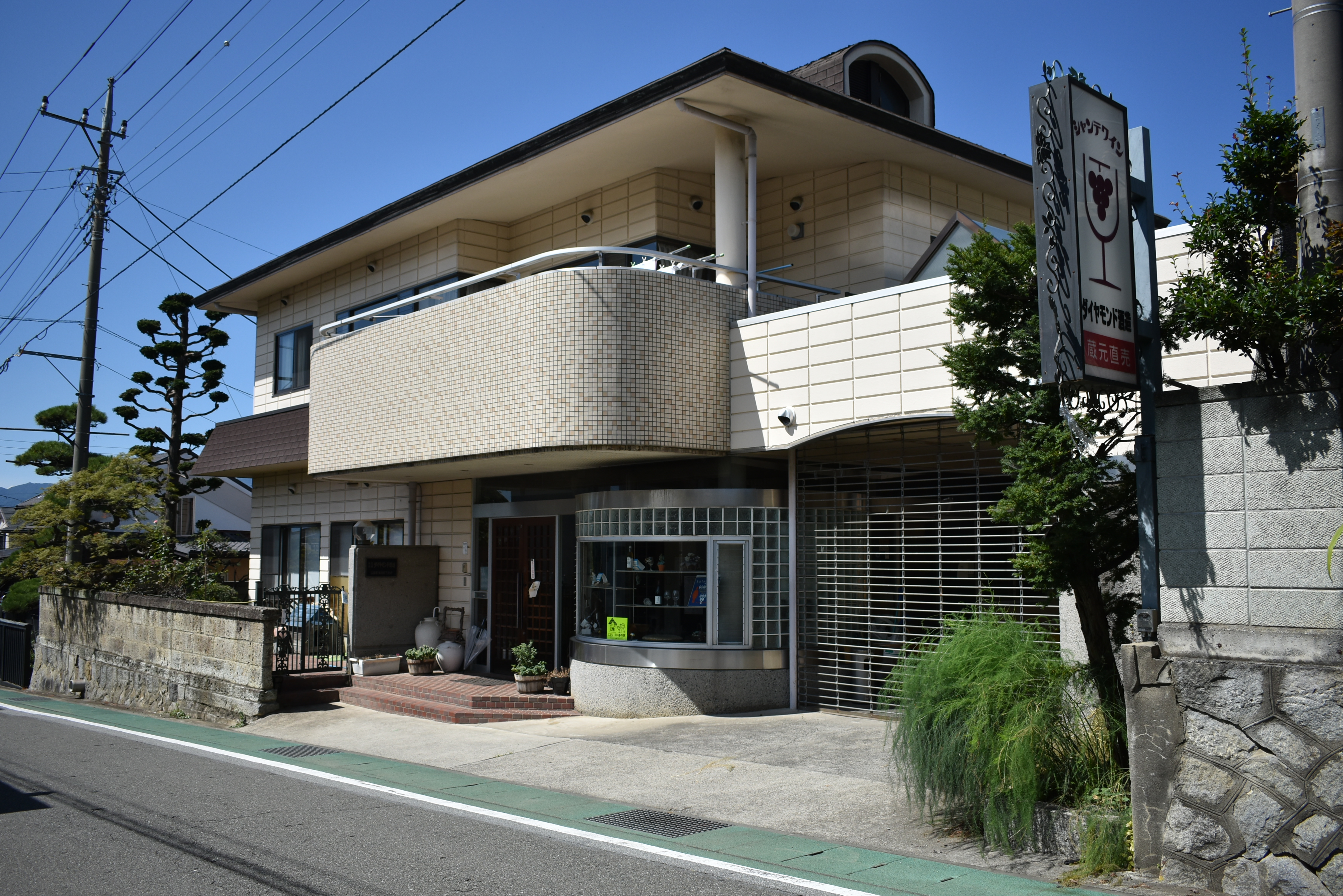
ダイヤモンド酒造
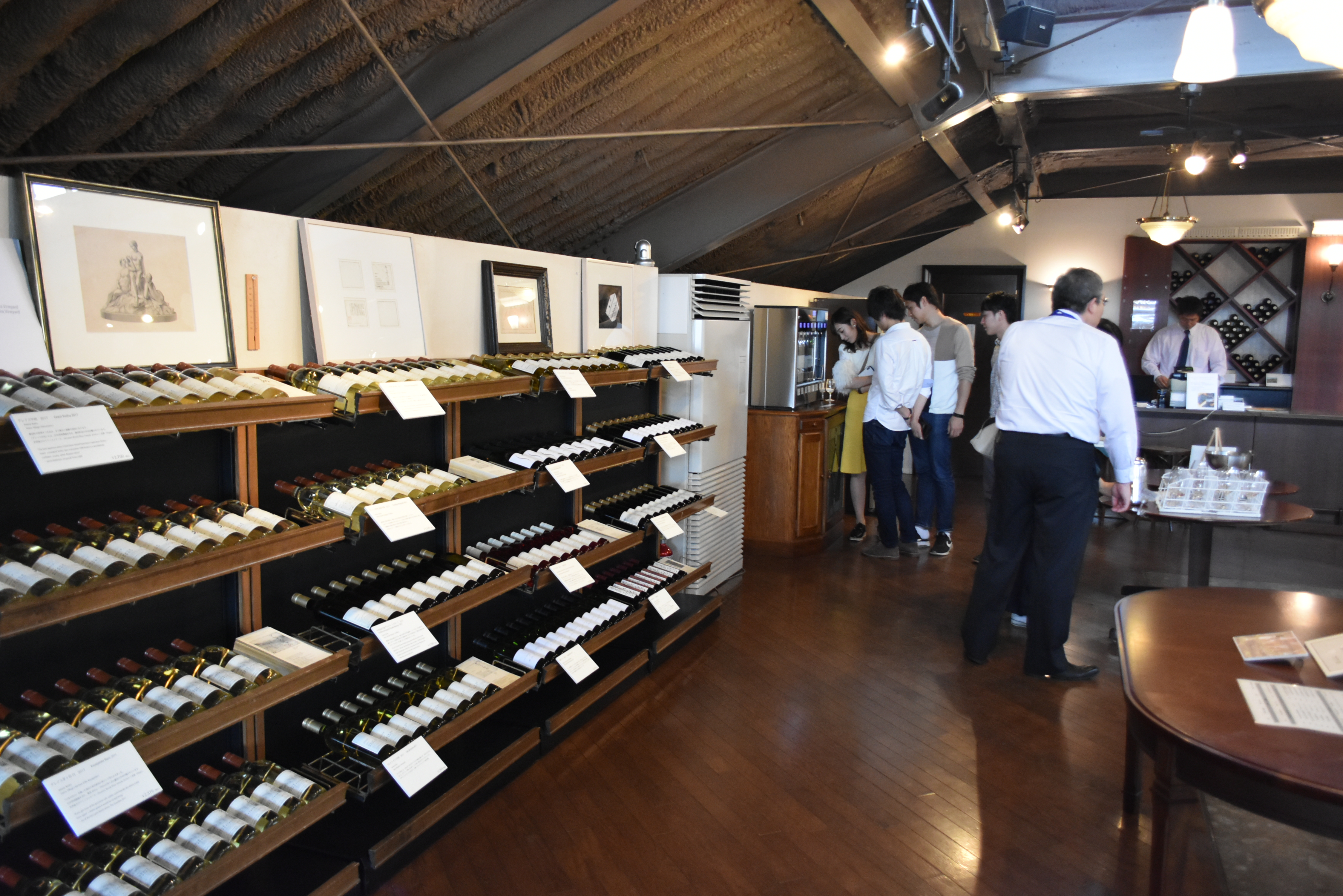
中央葡萄酒のワイナリー店舗
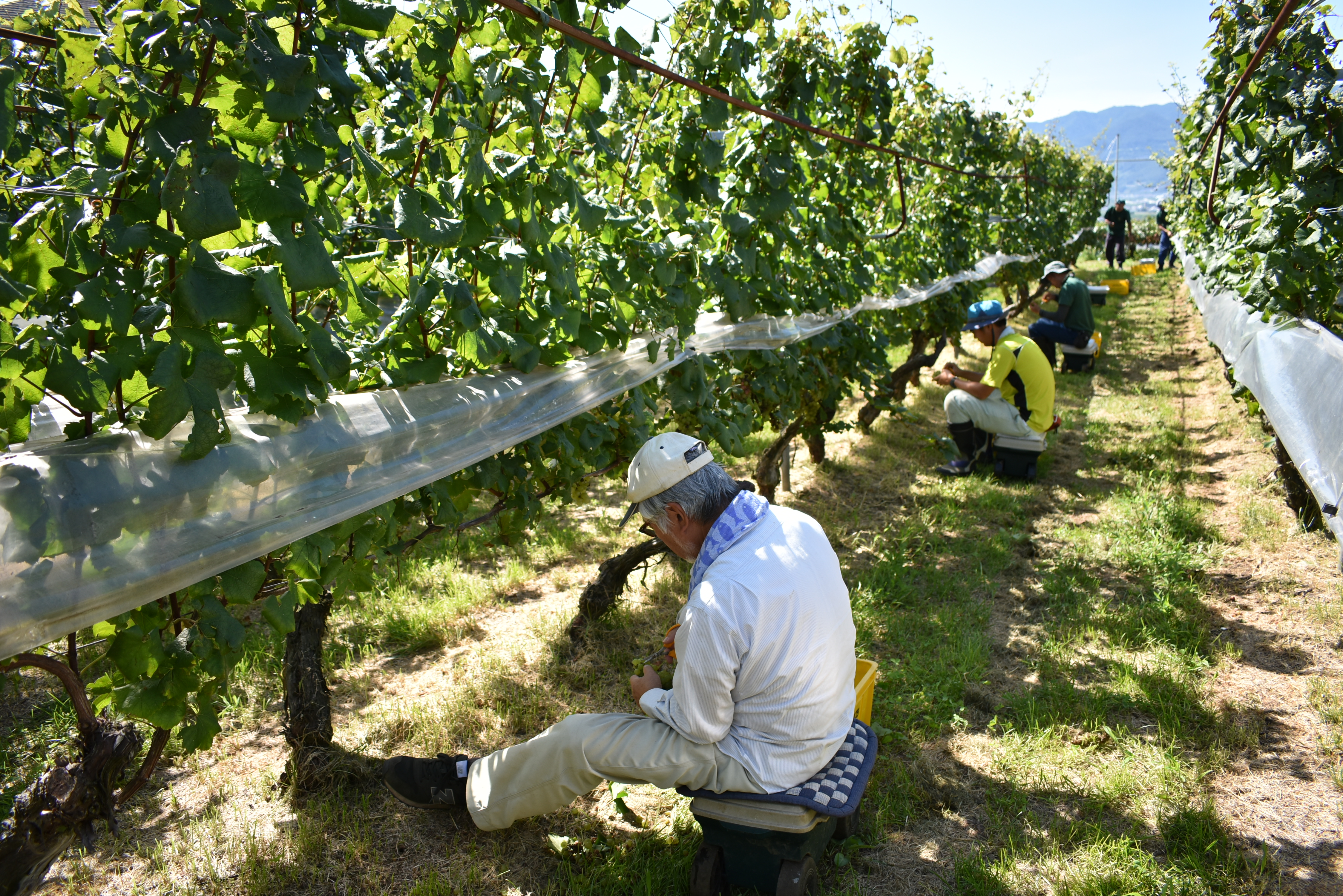
丸藤葡萄酒工業のブドウ畑